# Вільгельм Фортенбахер
Вільгельм «Віллі» Фортенбахер (нім. Wilhelm "Willi" Fortenbacher; 17 листопада 1898, Мюнхен — 29 листопада 1980) — німецький офіцер, штандартенфюрер СС (3 січня 1944).

## Біографія
Учасник Першої світової війни. Член НСДАП (квиток №3 685 670) і СС (посвідчення №110 988). В 1934 році вступив в частини посилення СС. З 1937 року — командир 3-го штурмбанну штандарту СС «Дойчланд». Учасник Польської і Французької кампаній, а також німецько-радянської війни. В 1940 році командував 1-м батальйоном 2-го піхотного полку СС «Мертва голова» дивізії СС «Мертва голова», в грудні 1940 року — 2-м батальйоном полку СС «Нордланд». Потім був переведений в тил і призначений начальником унтерофіцерського училища СС В Арнгаймі. В середині 1944 року очолив групу військ СС «Крим», основу якої склали кримсько-татарські формування. На базі групи і під командуванням Фортенбахера була сформована 8-ма гірська бригада військ СС (татарська №1), якою він командував з 8 липня до 31 грудня 1944 року — до розформування бригади. В 1945 році очолив штаб з формування частин військ СС в Румунії.

## Нагороди
- Залізний хрест 2-го і 1-го класу
- Срібна медаль «За військові заслуги» (Вюртемберг)
- Нагрудний знак «За поранення» в чорному
- Почесний хрест ветерана війни з мечами
- Спортивний знак СА в бронзі
- Німецька імперська відзнака за фізичну підготовку в сріблі
- Орден Корони Італії, командорський хрест
- Медаль «У пам'ять 13 березня 1938 року»
- Медаль «У пам'ять 1 жовтня 1938»
- Застібка до Залізного хреста
  - 2-го класу (26 травня 1940)
  - 1-го класу (30 травня 1940)
- Нагрудний знак «За поранення» в чорному
- Хрест Воєнних заслуг 2-го і 1-го (1944) класу з мечами
- Медаль «За вислугу років у СС» 4-го і 3-го ступеня (8 років)